# برت دیویس
برت دیویس (انگلیسی: Bert Davis; ۱۱ اوت ۱۹۰۶ – ۱۹۸۱ (۷۴−۷۵ سال)) بازیکن فوتبال اهل بریتانیا بود.
از باشگاه‌هایی که در آن بازی کرده‌است می‌توان به باشگاه فوتبال کریستال پالاس، باشگاه فوتبال برافورد پارک آونیو، باشگاه فوتبال گایزلی، باشگاه فوتبال ساندرلند، و باشگاه فوتبال لستر سیتی اشاره کرد.